# Dendroaeschna
Dendroaeschna is een geslacht van libellen (Odonata) uit de familie van de glazenmakers (Aeshnidae).

## Soorten
Dendroaeschna omvat 1 soort:
- Dendroaeschna conspersa (Tillyard, 1907)